# Marcelino Domingo

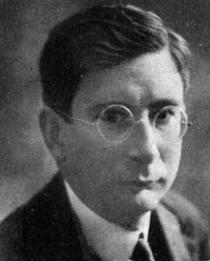
Marcelino Domingo

Marcelino Domingo Sanjuán (katalanisch: Marcel·lí Domingo i Sanjuan, * 26. April 1884 in Tortosa, Provinz Tarragona; † 2. März 1939 in Toulouse, Département Haute-Garonne, Frankreich) war ein spanischer Politiker, der unter anderem zwischen 1914 und 1920, 1923, 1931 bis 1933 und zwischen 1936 und 1939 Mitglied des Abgeordnetenkongresses (Congreso de los Diputados) sowie mehrmals Minister war.

## Leben
Marcelino Domingo Sanjuán arbeitete nach seinem Lehramtsstudium an der Universität Barcelona als Lehrer und Journalist für Zeitungen in Barcelona und seiner Heimatstadt, wo er den säkularen und radikalen Republikanismus in der Region des Ebrodeltas verbreitete. 
Er wurde 1909 zum Mitglied des Stadtrates von Tortosa gewählt und fünf Jahre später bei der Wahl am 8. März 1914 für die Republikanische Nationalistische Föderale Union UFNR (Unión Federal Nacionalista Republicana) im Wahlkreis Tarragona erstmals zum Mitglied des Abgeordnetenkongresses (Congreso de los Diputados), des Unterhauses des Parlaments (Cortes Generales). Er gehörte diesem nach seinen Wiederwahlen am 9. April 1916, am 24. Februar 1918 sowie am 1. Juni 1919 zunächst bis zum 20. Oktober 1920 an. 1916 gründete er mit Francesc Layret und Gabriel Alomar den Bloc Republicà Autonomista, der 1917 zur Katalonischen Republikanischen Partei PRC (Partit Republicà Català) wurde. Im selben Jahr wurde ihm vorgeworfen, den Revolutionsstreik vom August 1917 gefördert zu haben, und verbrachte zwei Monate im Gefängnis.
Bei der Wahl am 29. April 1923 wurde er im Wahlkreis Tarragona wieder zum Mitglied des Congreso de los Diputados gewählt, der er nunmehr bis zum 15. September 1923 angehörte. Er war ferner 1929 Gründer der Radikalen Sozialistischen Republikanischen Partei PRRS (Partido Republicano Radical Socialista). Er spaltete sich von der von Alejandro Lerroux geführten Radikalen Partei ab und wurde Mitglied der Unabhängigen Radikal-Sozialistischen Republikanischen Partei PRRSI (Partido Republicano Radical Socialista Independiente). Er konspirierte gegen die Diktatur von Miguel Primo de Rivera und war 1930 einer der Unterzeichner des Paktes von San Sebastián (Pacto de San Sebastián).
Nach der Gründung der Zweiten Republik wurde Domingo am 15. April 1931 als Minister für öffentlichen Unterricht und schöne Künste (Ministro de Instrucción Pública y Bellas Artes) in das Kabinett von Ministerpräsident Niceto Alcalá-Zamora berufen und bekleidete dieses Ministeramt bis zum 14. Oktober 1931. Bei der Wahl am 28. Juni 1931 wurde er im Wahlkreis Tarragona wiederum zum Mitglied des Abgeordnetenkongresses gewählt und gehörte diesem bis zum 9. Oktober 1933 an. Im ersten Kabinett von Ministerpräsident Manuel Azaña war er zwischen dem 14. Oktober und dem 16. Dezember 1931 zunächst weiterhin Minister für öffentlichen Unterricht und schöne Künste sowie daraufhin vom 16. Dezember 1931 bis zum 12. Juni 1933 erst Minister für Landwirtschaft, Industrie und Handel (Ministro de Agricultura, Industria y Comercio), ehe er zwischen dem 13. Juni und dem 12. September 1933 noch Landwirtschaftsminister (Ministro de Agricultura) im Kabinett Azaña war. Als Landwirtschaftsminister schlug er vor, eine Agrarreform durchzuführen, die jedoch aufgrund der starken Opposition und der Wahlwende, die der Rechten 1933 den Sieg bescherte, nicht zustande kam.
Marcelino Domingo, dessen PRRSI sich 1934 mit der Manuel Azaña und Santiago Casares Quiroga gefündeten Republikanischen Linken IR (Izquierda Republicana) zusammenschloss, wurde bei der Wahl am 16. Februar 1936 im Wahlkreis Tarragona noch einmal zum Mitglied des Kongresses der Republik (Cortes Republicanas) gewählt und gehörte diesem nunmehr bis zum 2. Februar 1939 an. Das Amt als Minister für öffentlichen Unterricht und schöne Künste bekleidete er auch im zweiten Kabinett von Ministerpräsident Manuel Azaña (19. Februar bis 10. Mai 1936), im Kabinett von Augusto Barcia Trelles (10. bis 13. Mai 1936) sowie am 19. Juli 1936 am letzten Tag der Amtszeit von Ministerpräsident Santiago Casares Quiroga. Nach seinem Ausscheiden aus dem Parlament ging er während des Spanischen Bürgerkrieges ins Exil nach Toulouse, wo er verstarb.

## Veröffentlichungen
- En la calle y en la carcel. Jornadas revolucionarias, Renacimiento, Madrid 1921
- ¿Dónde va Cataluña?, 1927
- ¿Adónde va España?, 1930
- La experiencia del poder, 1934
- La Revolución de Octubre, 1935

## Hintergrundliteratur
- Josep Maria Poblet: La Catalanitat de Marcel·lí Domingo, Teide, Barcelona 1978
- Josep-Lluís Carod-Rovira: Marcel·lí Domingo (Tarragona 1884–Tolosa 1939). De l’escola a la república, El Mèdol, Tarragona 1989
- Josep Subirats Piñana: Marcel·lí Domingo, per ell matei, Columna, Barcelona 1995
- Xavier Pujadas i Martí: Marcel·lí Domingo i el marcel·linisme, Publicacions de l’Abadia de Montserrat, Barcelona 1996
- Josep M. Roig i Rosich: Quatre líders tarragonins de la república i de l’exili, Arola Editors, Tarragona 2007
- Josep Sancho Sancho: El marcel·linisme a les terres del l’Ebre (1914–1939), Onada Edicions, Benicarló 2016